# Gesamteuropäisches Studienwerk
Das Gesamteuropäische Studienwerk e. V. (GESW) in Vlotho ist eine Bildungs- und Begegnungsstätte in freier Trägerschaft für Jugendliche und Erwachsene aus West-, Mittel- und Osteuropa, an dem Seminare, Fortbildungen und Tagungen stattfinden. Das Studienwerk ist als Träger der freien Jugendhilfe nach dem Achten Buch Sozialgesetzbuch (SGB VIII) sowie als Einrichtung der Weiterbildung in anderer Trägerschaft nach dem Weiterbildungsgesetz des Landes Nordrhein-Westfalen öffentlich anerkannt.

## Ziel
Die Bildungsangebote des GESW dienen der Demokratieerziehung und der gesamteuropäischen Integration. Sie sollen die Meinungs- und Urteilsbildung der Teilnehmer stärken, zu demokratischer Teilhabe sowie zur Auseinandersetzung mit den aktuellen Fragen der europäischen Integration anregen. Das Studienwerk möchte Brücken für ein starkes, geeintes Europa bauen.

## Tätigkeit
Das Studienwerk veranstaltet Seminare, Tagungen und internationalen Begegnungen. Die Arbeitsschwerpunkte sind Europapolitik, Deutsche Geschichte und Politik, Gesellschaftliche Teilhabe, Interkulturelles Leben sowie Studienfahrten. Der Verein beschäftigt sich des Weiteren mit den Themen Deutsche Einheit, Europäische Union, Globalisierung, Internationale Beziehungen und Sozialstaat.
Das GESW ist nach dem Qualitätsmanagementsystem des „Gütesiegelverbundes Weiterbildung e. V.“ zertifiziert.

## Einrichtungen
Das Gelände des GESW in Vlotho umfasst vier Gebäude. Im „Haus Warszawa“ befinden sich die Verwaltung sowie die Seminarräume. Dazu zählen zwei Hörsäle für 65 bzw. 25 Personen, ein Tagungsraum für 30 Personen sowie ein Computerraum mit vier Arbeitsplätzen. Die insgesamt 31 Gästezimmer für bis zu 64 Personen sind auf die drei Häuser „Sofia“, „Budapest“ und „Praha“ verteilt. In letzterem befindet sich auch der Speisesaal.

## Förderung
Für seine Arbeit erhält das GESW Förderungen unter anderem aus dem Kinder- und Jugendplan des Bundes (KJP), von der Bundeszentrale für politische Bildung (bpb), dem Ministerium für Familie, Kinder, Jugend, Kultur und Sport des Landes Nordrhein-Westfalen (MFKJKS), dem Ministerium für Schule und Bildung des Landes Nordrhein-Westfalen und dem Landschaftsverband  Westfalen-Lippe (LWL).

## Mitgliedschaften
Das Studienwerk ist Mitglied im Arbeitskreis deutscher Bildungsstätten e. V. (AdB) sowie Mitglied und Zentralstelle der Arbeitsgemeinschaft der Ost-West-Institute e. V. (OWI). 

## Personen
Der Vorstand des GESW besteht aus sechs Personen. Vorstandsvorsitzender ist Zbigniew Wilkiewicz. Ehrenvorsitzender ist Theo Mechtenberg. Helmut Skowronek ist Ehrenmitglied. Das Studienwerk beschäftigt vier Dozenten als wissenschaftlich-pädagogische Mitarbeiter mit Studienhintergründen der Politik-, Wirtschafts-, Geschichts- und Kulturwissenschaften sowie fünf Verwaltungskräfte und sieben Mitarbeiter in der Hauswirtschaft.

## Geschichte
Das GESW wurde 1954 von einer Bürgerinitiative gegründet. Seither bemüht sich das Studienwerk um lokale, regionale und überregionale Vernetzung. Erster Leiter war von 1954 bis 1964 Walter Hildebrandt.

## Veröffentlichungen
Das Studienwerk betreibt einen Blog auf seiner Homepage. Zudem gibt es die Schriftenreihen „Forum Europa“ und „aktuelle ostinformationen“ heraus. Es veröffentlicht Länderinformationen sowie Seminarberichte.